# Diaphorostylus flavipes
Diaphorostylus flavipes är en tvåvingeart som beskrevs av Kertesz 1908. Diaphorostylus flavipes ingår i släktet Diaphorostylus och familjen vapenflugor. Inga underarter finns listade i Catalogue of Life.